# Мови Гаяни
Офіційна мова Гаяни — англійська. Гаяна — єдина країна у Південній Америці, у якій англійська є офіційною мовою.

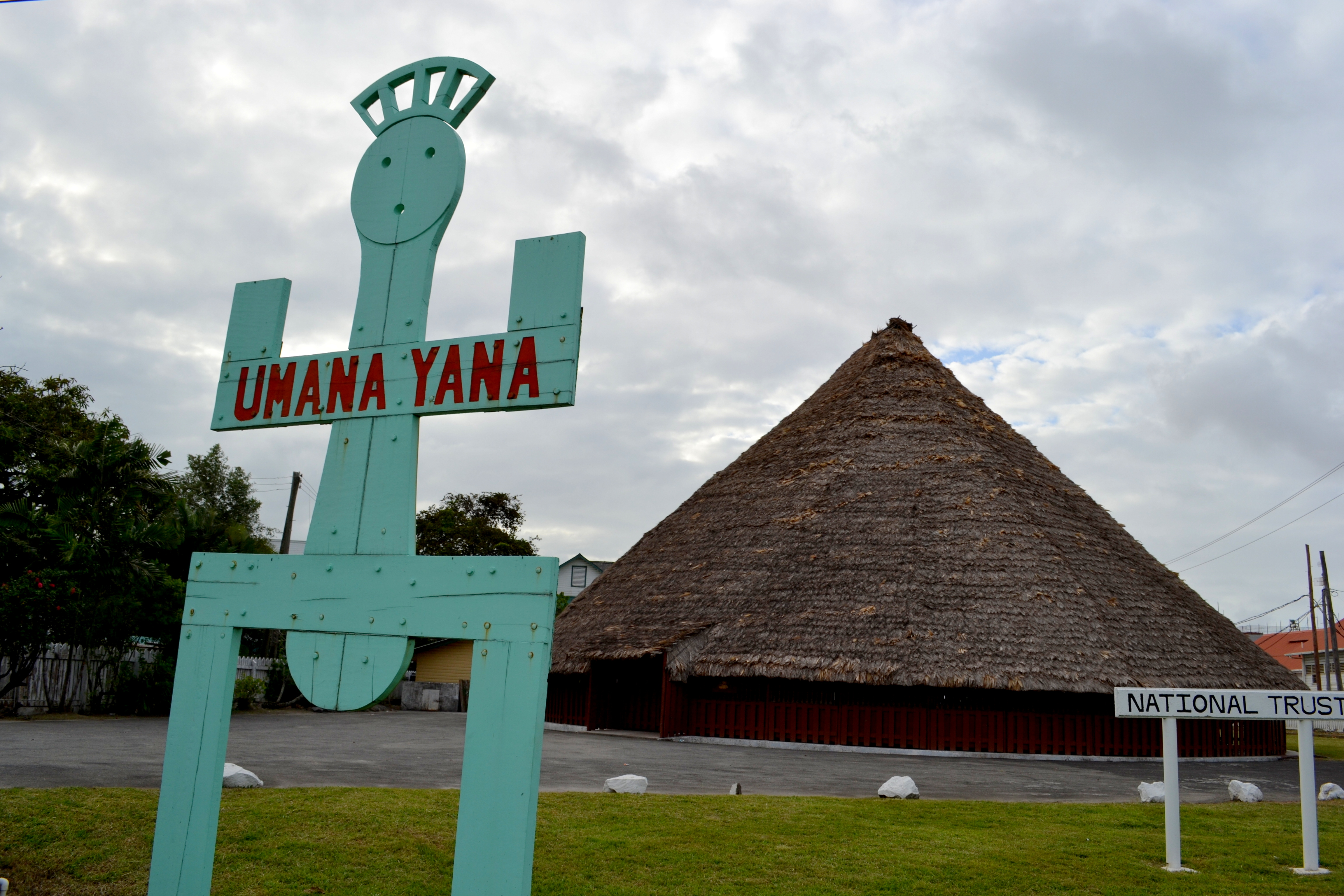
Умана яна у Джорджтауні. Мовою вайвай «умана яна» означає місце для зборів.

Гаянська креольська мова (креольська мова на базі англійської  із синтаксичними запозиченнями з африканських, індійських та місцевих тубільних мов) — поширена розмовна мова у Гаяні.
Гаянською гіндустані розмовляють деякі індо-гаянці у культурних та релігійних контекстах. Старші покоління можуть знати гаянську бходжпурі, розмовляти нею вдома або співати народні пісні. Гінді використовується у релігійних церемоніях, на письмі, також нею дивляться фільми з самої Індії. Також є тамільські громади, що говорять тамільською.
Тубільне населення, що складає меншість, говорить індіанськими мовами. Серед цих мов виділяють карибські (тукано): макуші, акавайо та вайвай; та аравацькі: аравак (локоно) та вапішана.